# Князевка (Омская область)
Кня́зевка — село в Тарском районе Омской области. Входит в состав Атирского сельского поселения.

## География
Расстояние от Омска — примерно 400 км.

## История
Деревня основана в 1880-х годах зырянами из Вологодской губернии переселившимися в Тарские урманы для занятия промыслами. Назвали деревню Чигалы.
В 1896 году деревню с рабочим визитом посетил Тобольский губернатор Л. М. Князев. В честь этого события жители назвали деревню — «Князевка».
Посёлок Князевский назван так в память бывшего Тобольского губернатора г. Князева, который в одну из своих последних поездок по губернии, в целях обозрения тарских урманов и заселения более удобных мест переселенцами, из г. Тары проехал в с. Атирское и дальше. Посёлок Князевский в то время состоял из нескольких жалких лачужек, обитателями коих были зыряне, лет 35 тому назад пришедшие из Вологодской губернии и поселившиеся в этой необитаемой и дикой местности в видах урманных промыслов. Губернатор доехал и до них. Полудикие и никогда никого здесь не видевшие зыряне, были крайне удивлены приездом г. начальника губернии: они с детским восторгом приветствовали его и стали просить его назвать их селение (доселе неимевшее постоянного имени) в память о нём по его имени, вернее — по его фамилии.
В 1897 году в деревне был размечен и открыт переселенческий участок для переселенцев. Посёлок был причислен к Бутаковской волости Тарского округа.
Посёлок относился к глухо-урманной группе посёлков. Чистых мест для пашен не было, покосы только по окраинам болот, на увалах почва супесчаная и богаче чернозёмом. Водой обеспечен. На этот участок имеются дороги, хотя плохие и топкие во время весны и дождей. Заселение участка начато. Общая площадь участка составляла 6212 десятин (удобной земли 5175 десятин, неудобной земли 1037 десятин, под лесом 2179 десятин). Рассчитан на 337 душевых долей. Участок начал заселяться в 1897 году. В 1898 году было образовано сельское общество. Водворено 220 душ мужского пола. Оставалось свободным 117 душевых долей.
В 1898 году переселились первые переселенцы из Вятской губернии в числе 12 человек (5 м — 7 ж). Им было выделено пособие по 90 рублей каждой семье. Общая площадь участка составляла 6212 десятин на 337 душевых долей. К концу года уже числилось 230 душ мужского пола. Сразу же в этом году было образовано сельское общество.
1 августа 1901 года посёлок передан в образованную Атирскую волость.
В 1901 году в Тарском уезде особенное внимание обращала на себя внимание потребность в возможном улучшении сообщения со вновь образуемыми в урманах посёлками. С этой целью предпринято исправление дороги из села Атирского на посёлок Князевский на протяжении 40 вёрст и расчистка просеки, проведённой далее на верховья речки Туй, с устройством моста в 10 саженей длиной через речку Кыр-Тау и исправлением существовавшего моста через реку Куру-Уеж. Работы начаты были в половине мая и закончены в начале июля. Они состояли в расширении просеки до 4-5 саженей на расстоянии 27 вёрст, в устройстве 56 мостов, 99 гатей, 71 трубы, в срезке 9 съездов к логам и речкам и спрямлении дороги, сократившем её на 460 саженей. В работах принимали участие переселенцы посёлка Князевского и других, заработавшие всего 2700 рублей, причём плата выдавалась частью сдельно, частью подённо.
К 1902 году жители уже занимались пчеловодством (имелось 10 колодок пчёл у двух переселенцев, купленных в Каинском уезде Томской губернии).
В 1903 году в посёлке насчитывалось 60 дворов. Располагался на просёлочной дороге при речке Чингалы.
В мае 1906 года покончил самоубийством студент медик Томского университета Иона Николаевич Осокин, заведовавший Князевским врачебным пунктом Тарского уезда. Покойный окончил Пермскую духовную семинарию в 1900 году. Смерть от отравления стрихнином, причины неизвестны.
В 1906 году в посёлке имелся хлебозапасный магазин Переселенческого управления, медицинский пункт.
К 1906 году у жителей посёлка насчитывалось 5 одноконных сох и сабанов, 37 пароконных сох и сабанов, 29 одноконных однолемешных плугов, 3 пароконных однолемешных плугов, 2 деревянные бороны, 89 борон с железными зубьями, 75 одноконных самодельных и кустарных экипажей, телег и т. п.
В 1907 году Святейшим Синодом для строительства церквей в переселенческих посёлках было выделено в общей сложности 63000 рублей. В Тарском уезде Фондом имени Императора Александра III в посёлках Хлебном Тевризской волости и Князевском Атирской волости для строительства церквей было выделено 13000 рублей.
В 1907 году была построена дорога от посёлка Князевского до посёлка Ново-Князевского в 4 версты. Рядом с посёлком было организовано Асаклинское опытное поле. Земля в 4 десятины была получена из казённой лесной дачи (гарь и частью открытое место).
В 1909 году построена церковь во имя святой Великомученицы Екатерины на средства фонда имени Императора Александра III и стараниями прихожан.
В 1909 году посёлок располагался в 616 верстах от губернского города, 79 верстах от уездного города, 38 верстах от волостного правления, 74 верстах от камеры мирового судьи, 79 верстах от приставного участка, 38 верстах от официальной школы, 79 верстах от базара. Насчитывалось 87 отдельных хозяйств. В посёлке имелась церковь, хлебозапасный магазин, два трактира
В 1911 году в посёлке имелась церковь, построенная на средства Священного Синода и Переселенческого управления, фельдшерский медицинский пункт.
На 1912 год село располагалось при речке Чингалы, которая брала своё начало в урманских болотах и впадала в реку Тару. Климат болотистый и крайне нездоровый. Одна эпидемия сменялась другой. Главным образом здесь свирепствовал брюшной и сыпной тиф, лихорадка в различных её формах. Местность была богатой флорой. Здесь было всё, чем богата Сибирь: сосна, ель, липа, кедр, берёза, осина и прочее. Не менее богата была и здешняя фауна: куропатка, тетерев, глухарь, белка, лисица, соболь, медведь и лось. Народонаселение разнообразно. Кроме первых посельников-зырян, здесь сели переселенцы из 18-20 разных губерний, а главным образом из губерний Витебской, Виленской, Ковенской, Гродненской, Могилёвской, Минской и других. Хлебопашество и скотоводство ограничено. Больше занимались звероловством, проведением дорог, сбором кедрового ореха, ягод и т. п.
В конце июля 1913 года в селе случился сильный заморозок, от которого замёрзла вода в колодцах и озябли недозревшие хлеба.
На 1926 год в селе имелся сельский совет, школа I ступени, лавка общества потребителей. Насчитывалось 88 хозяйств. Преобладающей национальностью были белорусы. Ближайшая пристань располагалась в деревне Пологрудовой, железнодорожная станция в городе Омске, почтовое отделение в селе Знаменском, рынок сбыта сельскохозяйственной продукции в городе Таре, рынок промышленных продуктов в городе Таре.
На 1991 год село являлось бригадой колхоза «Память Ленина» и Госпромхоза.
К 2000-му году деревня опустела.
В 2014 году умер последний житель деревни.

## Достопримечательности
- Церковь с престолом во имя святой Великомученицы Екатерины — 1909 год, памятник архитектуры Омской области[9]  Объект культурного наследия № 5500483000№ 5500483000

## Население
- 1898 — 101 человек (54 м — 47 ж);
- 1903 — 405 человек (205 м — 200 ж);
- 1909 — 250 человек (122 м — 128 ж);
- 1912 — 358 человек (180 м — 178 ж);
- 1926 — 418 человек (211 м — 207 ж).

| 1926 | 2002 | 2010 |
| ---- | ---- | ---- |
| 418  | ↘4   | ↘1   |